# 지산초등학교 (경남)
지산초등학교는 대한민국 경상남도 의령군 지정면 고루로 194 (두곡리)에 있었던 공립 초등학교이다.

## 연혁
- 1937년 4월 5일 지정공립보통학교 부설 지산간이학교 개교
- 1945년 4월 2일 지산공립국민학교로 승객 분리
- 1984년 9월 13일 병설유치원 설립인가
- 1996년 3월 1일 지산초등학교로 개칭
- 1999년 9월 1일 지정초등학교에 통합